# Je sais
Singles de Shy'm
Step Back
(2009) Je suis moi
(2010)
Pistes de Prendre l'air
Prendre l'air
Je sais est le 1er single issu du 3e album de la chanteuse française Shy'm intitulé Prendre l'air. Le single est sorti le 29 mars 2010, et s'est classé 3e des meilleures ventes digitales en France trois mois après sa sortie.
Je sais a été chantée par Shy’m lors des tournées Shimi Tour de 2011 à 2013, Paradoxale Tour en 2015, Concerts Exceptionnels en 2018 et l’Agapé Tour de 2019 à 2020.

## Le clip
La vidéo a été tournée à Los Angeles, Californie (États-Unis). Le court métrage a été acclamé par les médias pour la chorégraphie,, avec un style de Rihanna,. La chanson a également reçu des critiques positives. Je sais a reçu un prix au NRJ Music Awards : « La Chanson française de l'année ». En outre, Je sais a été la vidéo la plus diffusée à la télévision en 2010. Ce single a eu énormément de succès en Suisse et en Belgique francophone, ce qui rend son troisième album Prendre l'air le plus connu.

## Nominations et récompenses
| Année | Titre            | Section                         | Résultat | Notes  |
| ----- | ---------------- | ------------------------------- | -------- | ------ |
| 2011  | TF2              | Chanson de l'Année 2010         | Nommée   | [ 9 ]  |
| 2011  | NRJ Music Awards | La Chanson française de l'année | Nommée   | [ 10 ] |

## Classements
| Pays                                    | Meilleure position |
| --------------------------------------- | ------------------ |
| Belgique (Wallonie Ultratop 50 Singles) | 27                 |
| France (SNEP)                           | 70                 |
| France (SNEP Téléchargement)            | 3                  |
| Suisse (Schweizer Hitparade)            | 68                 |

## Crédits
- Shy'm - chant.
- Cyril Kamar - auteur, compositeur, producteur.